# Riekoperla hynesorum
Riekoperla hynesorum är en bäcksländeart som beskrevs av Günther Theischinger 1985. Riekoperla hynesorum ingår i släktet Riekoperla och familjen Gripopterygidae. Inga underarter finns listade i Catalogue of Life.